# Краснодонский городской совет
Краснодонский городской совет — одна из административно-территориальных единиц в составе самопровозглашённой Луганской Народной Республики, c центром в городе Краснодон.

## География
Площадь — 227,33 тыс. км². По территории города и района протекают реки: Северский Донец, Большая Каменка, Луганчик, Деревечка, Должик.
Выдающийся природный объект — Королевские скалы у села Королёвка.

## История
В начале 2015 года, по причине прекращения деятельности большинства депутатских советов на территории ЛНР, невозможности провести демократические выборы в органы местного самоуправления, руководством ЛНР было принято решение организовать иные органы государственной власти на территориях ЛНР на переходный временный период. Были сформированы органы государственной власти на территориях, руководители которых назначаются Главой ЛНР.
В Луганской Народной Республике одновременно были упразднены ряд городских советов и сельских советов. В связи этим два упомянутых субъекта — город Краснодон и Краснодонский район, были объединены в одну административную единицу. Также появились три других субъекта, объединись: город Лутугино и Лутугинский район, город Свердловск и Свердловский район, город Славяносербск и Славяносербский район.

## Официальная позиция Украины
Несмотря на отсутствие фактического контроля Украиной над территорией ЛНР, в соответствии с действующей с 1996 года конституцией Украины, «Краснодонский городской совет» является временно оккупированной территорией.